# Oar (vlindergeslacht)
Oar is een geslacht van vlinders van de familie spanners (Geometridae).

## Soorten
- O. pratana (Fabricius, 1794)
- O. reaumuraria (Millière, 1864)